# Coralie Balmy
Coralie Balmy (La Trinité, 2 de junho de 1987) é uma nadadora francesa, medalhista olímpica.

## Carreira
Nos Jogos Olímpicos de Pequim 2008, ficou em quarto lugar nos 400 m livres, quinto nos 4x200 m livres e 12º nos 800 m livres. Nos Jogos Olímpicos de Londres 2012, ganhou a medalha de bronze no revezamento 4x200 m livres, além de ficar em sexto lugar nos 400 metros livres.
Foi recordista mundial dos 200 metros livres em piscina curta, em 2008.